# جاده ئی۰۱۲ اروپا
جاده ئی۰۱۲ اروپا (به انگلیسی: European route E012) یکی از جاده‌های درجه ۲ قاره اروپا است.
این جاده از شهر آلماآتی (قزاقستان) شروع شده در شهر خورگاس (جمهوری خلق چین) به پایان میرسد.